# Ignacio Allende, Tamaulipas
Ignacio Allende är en ort i Mexiko.   Den ligger i kommunen El Mante och delstaten Tamaulipas, i den centrala delen av landet, 400 km norr om huvudstaden Mexico City. Ignacio Allende ligger 75 meter över havet och antalet invånare är 137.
Terrängen runt Ignacio Allende är platt åt nordost, men åt sydväst är den kuperad. Runt Ignacio Allende är det ganska tätbefolkat, med 65 invånare per kvadratkilometer. Närmaste större samhälle är Ciudad Mante, 9,6 km sydost om Ignacio Allende. Trakten runt Ignacio Allende består till största delen av jordbruksmark.